# Christian Henning (Agrarwissenschaftler)
Christian H. C. A. Henning (* 2. März 1964 in Hamburg) ist ein deutscher Agrarökonom. Er ist Professor an der Christian-Albrechts-Universität zu Kiel (CAU).

## Leben
Henning studierte von 1984 bis 1992 Agrarökonomie, Soziologie, Politikwissenschaften, Wirtschaftswissenschaften und Mathematik an der CAU und von 1992 bis 1995 an der Universität Mannheim. Er ist seit 1989 Diplom-Agraringenieur und hat einen Doktortitel in Agrarwissenschaften (1992) und einen in Politikwissenschaften (1999). Die Habilitation erfolgte 2000 an der Universität Mannheim. Seit 2001 ist er C4-Professor in Kiel.

## Arbeit
Hennings Forschungsgebiete sind Neue Politische Ökonomie, Netzwerkökonomik und Agrarökonomie.